# Taça da Liga de 2008–09 – 2ª Eliminatória
A 2ª Eliminatória da Taça da Liga 2008/2009 sofreu, em relação à edição anterior, uma mudança no que se refere à estrutura de jogos.
Nesta fase às oito apuradas na 1ª Eliminatória juntaram-se as 10 últimas equipas da BWIN Liga 2007/2008 e foram constituídos seis grupos de três equipas em confronto numa única volta.

## Estrutura
| Cor da tabela                   |
| Apurados para a 3ª eliminatória |

| Alinhamento das equipas |         |                     |                    |                     |               |                      |
| #                       | Grupo A | Grupo B             | Grupo C            | Grupo D             | Grupo E       | Grupo F              |
| I                       | Braga   | Belenenses          | Paços de Ferreira  | Nacional da Madeira | Naval         | Académica de Coimbra |
| II                      | Leixões | Sporting da Covilhã | Estrela da Amadora | Trofense            | Estoril Praia | Freamunde            |
| III                     | Rio Ave | Gil Vicente         | Vizela             | União de Leiria     | Olhanense     | Gondomar             |

| Disposição das Jornadas                |                             |                            |
| 1ª Jornada (17 de Agosto)<sm/smallall> | 2ª Jornada (24 de Setembro) | 3ª Jornada (29 de Outubro) |
| Equipa #I vs Equipa #II                | Equipa #II vs Equipa #III   | Equipa #III vs Equipa #I   |

### Grupo A
| Equipa (Liga) | Pts | J | V | E | D | GM | GS | +/- |
| ------------- | --- | - | - | - | - | -- | -- | --- |
| Rio Ave (LS)  | 6   | 2 | 2 | 0 | 0 | 3  | 1  | +2  |
| Braga (LS)    | 3   | 2 | 1 | 0 | 1 | 4  | 1  | +3  |
| Leixões (LS)  | 0   | 2 | 0 | 0 | 2 | 1  | 6  | -5  |

| (Liga)Equipa 1 | Resultado | Equipa 2(Liga) |
| -------------- | --------- | -------------- |
| (LS) Braga     | 4 - 0     | Leixões (LS)   |
| (LS) Leixões   | 1 - 2     | Rio Ave (LS)   |
| (LS) Rio Ave   | 1 - 0     | Braga (LS)     |

| 17 de Agosto de 2008 18:15 | Braga                                                               | 4 – 0     | Leixões | Estádio Municipal de Braga, Braga Árbitro: Olegário Benquerença |
|                            | César Peixoto 29' · Paulo César 31' · Roland Linz 69' · Matheus 82' | Relatório |         |                                                                 |

| 24 de Setembro de 2008 16:00 | Leixões         | 1 – 2     | Rio Ave                     | Estádio do Mar, Matosinhos Árbitro: Vasco Santos |
|                              | Hugo Morais 69' | Relatório | Ronaldo 39' · Tarantini 80' |                                                  |

| 29 de Outubro de 2008 16:15 | Rio Ave     | 1 – 0     | Braga | Estadio dos Arcos Vila do Conde Árbitro: Pedro Henriques |
|                             | Ronaldo 13' | Relatório |       |                                                          |

### Grupo B
| Equipa (Liga)            | Pts | J | V | E | D | GM | GS | +/- |
| ------------------------ | --- | - | - | - | - | -- | -- | --- |
| Belenenses (LS)          | 4   | 2 | 1 | 1 | 0 | 1  | 0  | +1  |
| Gil Vicente (LV)         | 3   | 2 | 1 | 0 | 1 | 2  | 2  | 0   |
| Sporting da Covilhã (LV) | 1   | 2 | 0 | 1 | 1 | 1  | 2  | -1  |

| (Liga)Equipa 1           | Resultado | Equipa 2(Liga)           |
| ------------------------ | --------- | ------------------------ |
| (LS) Belenenses          | 0 - 0     | Sporting da Covilhã (LV) |
| (LV) Sporting da Covilhã | 1 - 2     | Gil Vicente (LV)         |
| (LV) Gil Vicente         | 0 - 1     | Belenenses (LS)          |

| 17 de Agosto de 2008 18:00 | Belenenses | 0 – 0     | Sporting da Covilhã | Estádio do Restelo, Lisboa Árbitro: Vasco Santos |
|                            |            | Relatório |                     |                                                  |

| 24 de Setembro de 2008 19:30 | Sporting da Covilhã | 1 – 2     | Gil Vicente                   | Complexo Desportivo da Covilhã Covilhã Árbitro: Nuno Miguel Roque |
|                              | Roma 69'            | Relatório | Kalaba 45' · Rodrigo Galo 89' |                                                                   |

| 29 de Outubro de 2008 18:00 | Gil Vicente | 0 – 1     | Belenenses              | Estádio Cidade de Barcelos Barcelos Árbitro: Paulo Costa |
|                             |             | Relatório | Diego Gaúcho 47' (p.b.) |                                                          |

### Grupo C
| Equipa (Liga)           | Pts | J | V | E | D | GM | GS | +/- |
| ----------------------- | --- | - | - | - | - | -- | -- | --- |
| Paços de Ferreira (LS)  | 6   | 2 | 2 | 0 | 0 | 4  | 1  | +2  |
| Estrela da Amadora (LS) | 3   | 2 | 1 | 0 | 1 | 5  | 3  | +2  |
| Vizela (LV)             | 0   | 2 | 0 | 0 | 2 | 1  | 6  | -5  |

| (Liga)Equipa 1          | Resultado | Equipa 2(Liga)          |
| ----------------------- | --------- | ----------------------- |
| (LS) Paços de Ferreira  | 2 - 1     | Estrela da Amadora (LS) |
| (LS) Estrela da Amadora | 4 - 1     | Vizela (LV)             |
| (LV) Vizela             | 0 - 2     | Paços de Ferreira (LS)  |

| 16 de Agosto de 2008 18:00 | Paços de Ferreira | 2 – 1     | Estrela da Amadora          | Estádio da Mata Real, Paços de Ferreira Árbitro: Pedro Proença |
|                            | William 80' 85'   | Relatório | Marcelo Goianira 71' (g.p.) |                                                                |

| 24 de Setembro de 2008 16:00 | Estrela da Amadora                                 | 4 – 1     | Vizela      | Estádio José Gomes, Amadora Árbitro: Bruno Esteves |
|                              | Moreno 33' · Silvestre Varela 57' 61' · Nelson 66' | Relatório | Zezinho 24' |                                                    |

| 12 de Outubro de 2008 16:00 | Vizela | 0 – 2     | Paços de Ferreira             | Estádio do Futebol Clube de Vizela, Vizela Árbitro: Elmano Santos |
|                             |        | Relatório | Leandro Tatu 25' · Guedes 82' |                                                                   |

### Grupo D
| Equipa (Liga)            | Pts | J | V | E | D | GM | GS | +/- |
| ------------------------ | --- | - | - | - | - | -- | -- | --- |
| Nacional da Madeira (LS) | 3   | 2 | 1 | 0 | 1 | 2  | 1  | -1  |
| Trofense (LS)            | 3   | 2 | 1 | 0 | 1 | 1  | 2  | -1  |
| União de Leiria (LV)     | 3   | 2 | 1 | 0 | 1 | 1  | 1  | 0   |

| (Liga)Equipa 1           | Resultado | Equipa 2(Liga)           |
| ------------------------ | --------- | ------------------------ |
| (LS) Nacional da Madeira | 2 - 0     | Trofense (LS)            |
| (LS) Trofense            | 1 - 0     | União de Leiria (LV)     |
| (LV) União de Leiria     | 1 - 0     | Nacional da Madeira (LS) |

| 17 de Agosto de 2008 16:00 | Nacional da Madeira             | 2 – 0     | Trofense | Estádio da Madeira, Funchal Árbitro: Artur Soares Dias |
|                            | Alonso 46' · Miguel Fidalgo 81' | Relatório |          |                                                        |

| 24 de Setembro de 2008 19:00 | Trofense      | 1 – 0     | União de Leiria | Estádio Clube Desportivo Trofense Árbitro: André Gralha |
|                              | Valdomiro 32' | Relatório |                 |                                                         |

| 29 de Outubro de 2008 16:00 | União de Leiria | 1 – 0     | Nacional da Madeira | Estádio Dr. Magalhães Pessoa, Leiria Árbitro: João Capela |
|                             | Marco Soares 9' | Relatório |                     |                                                           |

### Grupo E
| Equipa (Liga)      | Pts | J | V | E | D | GM | GS | +/- |
| ------------------ | --- | - | - | - | - | -- | -- | --- |
| Olhanense (LV)     | 3   | 2 | 1 | 0 | 1 | 3  | 2  | +1  |
| Naval (LS)         | 3   | 1 | 1 | 0 | 0 | 3  | 2  | +1  |
| Estoril Praia (LV) | 3   | 2 | 1 | 0 | 1 | 4  | 4  | 0   |

| (Liga)Equipa 1     | Resultado | Equipa 2(Liga)     |
| ------------------ | --------- | ------------------ |
| (LS) Naval         | 3 - 2     | Estoril Praia (LV) |
| (LV) Estoril Praia | 2 - 1     | Olhanense (LV)     |
| (LV) Olhanense     | 2 - 0     | Naval (LS)         |

| 17 de Agosto de 2008 17:00 | Naval                                      | 3 – 2     | Estoril Praia           | Estádio Municipal José Bento Pessoa, Figueira da Foz Árbitro: Luís Reforço |
|                            | Marcelinho 39' · Marinho 48' · Baradji 72' | Relatório | Leandro 62' · Dagil 69' |                                                                            |

| 24 de Setembro de 2008 16:00 | Estoril Praia               | 2 – 1     | Olhanense | Estádio António Coimbra da Mota, Estoril Árbitro: Augusto Costa |
|                              | Miguel Rosa 3' · Varela 56' | Relatório | Toy 17'   |                                                                 |

| 5 de Novembro de 2008 | Olhanense                   | 2 – 0     | Naval | Estádio José Arcanjo, Olhão Árbitro: |
|                       | Rui Duarte 3' · Djalmir 25' | Relatório |       |                                      |

### Grupo F
| Equipa (Liga)             | Pts | J | V | E | D | GM | GS | +/- |
| ------------------------- | --- | - | - | - | - | -- | -- | --- |
| Académica de Coimbra (LS) | 4   | 2 | 1 | 1 | 0 | 3  | 1  | +2  |
| Gondomar (LV)             | 3   | 2 | 1 | 0 | 1 | 1  | 2  | -1  |
| Freamunde (LV)            | 1   | 2 | 0 | 1 | 1 | 1  | 2  | -1  |

| (Liga)Equipa 1            | Resultado | Equipa 2(Liga)            |
| ------------------------- | --------- | ------------------------- |
| (LS) Académica de Coimbra | 1 - 1     | Freamunde (LV)            |
| (LV) Freamunde            | 0 - 1     | Gondomar (LV)             |
| (LV) Gondomar             | 0 - 2     | Académica de Coimbra (LS) |

| 17 de Agosto de 2008 19:45 | Académica de Coimbra | 1 – 1     | Freamunde      | Estádio Cidade de Coimbra, Coimbra Árbitro: Hugo Miguel |
|                            | Sougou 90+2'         | Relatório | Nuno Silva 90' |                                                         |

| 24 de Setembro de 2008 20:30 | Freamunde | 0 – 1     | Gondomar             | Complexo Desportivo do Sport Clube de Freamunde, Freamunde Árbitro: Rui Costa |
|                              |           | Relatório | Mangualde 77' (p.b.) |                                                                               |

| 29 de Outubro de 2008 16:00 | Gondomar | 0 – 2     | Académica de Coimbra                 | Estádio de São Miguel Gondomar Árbitro: Cosme Machado |
|                             |          | Relatório | Carlos Aguiar 28' · Miguel Pedro 42' |                                                       |

Legenda:
- LV - Liga de Honra